# Manuel Maria

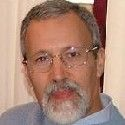
Manuel Maria
2005

Manuel Maria (Porto, 18 de Junho de 1951) é um escritor português.

## História
Assentou praça em Janeiro de 1972, vindo a ser mobilizado para Moçambique, aonde chegou a 24 de Novembro de 1972. Prestou serviço nas Províncias de Tete e da Zambézia, regressando à metrópole no dia 14 de Setembro de 1974. A sua experiência enquanto combatente na guerra colonial viria a ser determinante para a escrita do seu primeiro romance.
A paixão pela literatura fá-lo ingressar na Faculdade de Letras da Universidade do Porto, que frequentou como trabalhador-estudante, tendo-se licenciado em Línguas e Literaturas Modernas (Estudos Portugueses e Alemães), após o que concorreu à carreira docente, leccionando a disciplina de Português, na Escola Secundária de Ermesinde, concelho de Valongo, na Escola Secundária do Marco de Canaveses, concelho do Marco de Canaveses e na Escola Secundária de Gondomar, concelho de Gondomar, até final de 2008, data em que se aposentou. 
Antes de enveredar pela experiência do romance, ensaiou uma breve incursão pela poesia, tendo publicado poemas em alguns números do suplemento Cultura e Arte de O Comércio do Porto, sob o pseudónimo de Hélder Fião. Com o seu próprio nome, publicou um soneto, no jornal Letras & Letras, à memória de seu pai. É co-autor do Dicionário do Português Básico, das Edições ASA.
Como colaborador do Notícias de Gondomar, de Março de 1998 a Julho de 2001, assinou a rubrica Não-sei-que-diga, um espaço de textos de opinião sobre os mais diversos temas.
Como Coordenador do TESG – Teatro da Escola Secundária de Gondomar, levou à cena, no Auditório Municipal, desde o ano lectivo de 2002/03, o Auto da Índia e o Auto da Barca do Inferno, de Gil Vicente, O Caso do Colesterol Assassino, de Aires Alexandre, Lá Há Índias Mui Formosas, uma recriação do Auto da Índia, e Felizmente Há Luar!, de Luís de Sttau Monteiro. Já na condição de aposentado, cessou esta coordenação no final do ano lectivo de 2008/09.
Participou também numa antologia de poesia, Aurora de Poetas, Porto, Campo das Letras – Editores, S.A., 2008, com dois sonetos (Poesia e Pessoa), e numa coletânea de textos sobre a cidade do Porto, Lugares e Palavras do Porto – A cidade em estórias, memórias, imagens e poemas, Rio Tinto (Gondomar), Lugar da Palavra Editora, Unip. Ldª., 2014, com o conto O Astrólogo.
É ainda o autor do Farol das Letras, um sítio da internet sobre Literatura Portuguesa, que é gerido desde 21 de Março de 2001.

## Obras publicadas
- Dicionário do Português Básico (Coordenador: Mário Vilela; Co-autores: Isabel Margarida Duarte, Manuel Maria, Olinda Santana e Olívia Figueiredo), Porto, Edições ASA, 1990;
- Checa É Pior Que Turra – Caricaturas da Guerra Colonial (Romance), Porto, 1996 (edição do autor);
- Não-sei-que-diga I, Porto, 2004 (edição do autor) (Crónicas publicadas no Notícias de Gondomar de Março de 1998 a Dezembro de 1999);
- Contas de um outro Rosário (Romance), Rio Tinto, artEscrita Editora Ldª, Junho de 2007;
- História que daria um Livro (Romance), Rio Tinto, Lugar da Palavra Editora, Unip. Ldª, março de 2018;
- CINCO PALAVRAS de António Vieira (Romance), Rio Tinto, Lugar da Palavra Editora, Unip. Ldª, março de 2020;
- QUINTO IMPÉRIO: Profecia de Perdição (Romance), Rio Tinto, Lugar da Palavra Editora, Unip. Ldª, outubro de 2021;
- Em Busca da Memória Perdida (Romance), Rio Tinto, Lugar da Palavra Editora, Unip. Ldª, maio de 2024;
- Vinte Sonetos e outros Poemas, Rio Tinto, Lugar da Palavra Editora, Unip. Ldª, maio de 2025.